# Johann Christian Josef Abs
Johann Christian Josef Abs (* 26. August 1781 in Wipperfürth; † 15. April 1823 in Königsberg) war ein deutscher Pädagoge.

## Leben
Abs stammte aus römisch-katholischem Haus und legte 1799 im Franziskanerkloster zu Hamm unter dem Ordensnamen Theodosius das Mönchsgelübde ab. Nach seiner Ausbildung wurde er 1806 Leiter der Klosterschule zu Halberstadt. Hier unterrichtete er Kinder unterschiedslos nach Stand, Konfession und Geschlecht und näherte sich den Methoden des Schweizer Pädagogen Johann Heinrich Pestalozzi an. 1810 verließ er das Kloster, um die Gründung einer eigenen pädagogischen Anstalt in Halberstadt anzukündigen. 1811 vollzog er die Gründung und veröffentlichte die Schrift Darstellung meiner Anwendung der Pestalozzischen Bildungsmethode. 1813 wechselte er von der katholischen zur evangelischen Konfession und ließ auch Frauen in seiner Anstalt unterrichten. Eine frühere Gehilfin nahm er zur Frau.
An seine Schule waren ein Pflegeheim für bedürftige Kinder, eine Vorschule und ein Tagesheim angegliedert. Nachdem Abs 1815 das Waisenhaus des Landes übernommen hatte, vereinigte er es mit seiner Elementarschule und einem Lehrerseminar. Seine Lehrmethoden wurden im ganzen Land beachtet. 1818 folgte er einem Ruf nach Königsberg zum Direktor des königlichen Waisenhauses. Hier starb er 1823 im Alter von 42 Jahren.